# Micropterix maschukella
Micropterix maschukella là một loài bướm đêm thuộc họ Micropterigidae. Nó được Alphéraky miêu tả năm 1870. Nó được tìm thấy ở Armenia và the Crimea Peninsula.
Sải cánh dài 6.8–8 mm đối với con đực và 7.3-9.4 mm đối với con cái.